# Miguel Lloyd
Miguel Starling Lloyd Troncoso (sinh ngày 23 tháng 10 năm 1982) là một cầu thủ bóng đá người Cộng hòa Dominica thi đấu ở vị trí thủ môn cho câu lạc bộ Panama CD Árabe Unido và đội tuyển quốc gia Cộng hòa Dominica.
Anh ghi 1 bàn thắng khi thi đấu cho San Cristóbal vào ngày 21 tháng 11 năm 2004.

## Thành tích
CD Árabe Unido
- Vô địch Liga Panameña de Fútbol: Apertura 2012, 2015 Clausura, 2015 Apertura (3)

W Connection F.C.
- Giải vô địch các câu lạc bộ bóng đá Caribe Vô địch: 2009,
- Trinidad và Tobago Goal Shield: Vô địch: 2009,
- Trinidad và Tobago League Cup Vô địch: 2008

Club Barcelona Atlético
- Primera División de Republica Dominicana Vô địch: 2007

### Cá nhân
- Liga Panameña de Fútbol 2015 Apertura Best Goalkeeper
- Liga Panameña de Fútbol 2015 Apertura MVP